# فرودگاه صحرایی کیوی‌یروی
فرودگاه صحرایی کیوی‌یَروی (به انگلیسی: Kivijärvi Airfield) (به زبان بومی: Kivijärven lentokenttä) یک فرودگاه همگانی است که یک باند فرود آسفالت دارد و طول باند آن ۹۰۰ متر است. این فرودگاه در کشور فنلاند قرار دارد و در ارتفاع ۱۵۳ متری از سطح دریا واقع شده است.